# 양덕군
양덕군(陽德郡)은 평안남도 남동부에 있는 군이다.

## 위치와 지형
평안남도 내륙에 있는 군으로, 함경남도, 강원도, 황해북도와의 경계에 있다. 서쪽은 신양군, 북쪽은 함경남도 고원군, 동쪽은 강원도 천내군과 법동군, 남쪽은 황해북도 신평군이다.
군의 동쪽에 낭림산맥의 남단부가 지나는 등, 산지가 많은 지형이다. 고원 지대로서 대륙성 기후를 보인다.

## 역사
| Daedongyeojido (Gyujanggak) 08-03.jpg | Daedongyeojido (Gyujanggak) 08-02.jpg |
| Daedongyeojido (Gyujanggak) 09-03.jpg | Daedongyeojido (Gyujanggak) 09-02.jpg |

- 조선 1396년(태조 5년)에 고려 시대에 있었던 양암(陽巖)·수덕(樹德) 두 진(鎭)을 합쳐서 양덕이라 함.[2][3]

- 구한말 군내(郡內; 양암진), 대륜(大倫), 온천(溫泉), 구룡(九龍; 수덕진), 낙천(洛川), 대구(大邱), 화촌(化村), 오강(吳江), 상룡(上龍), 하룡(下龍) 10개 면으로 편제[3]

- 1914년 3월 1일: 대구면을 성천군에 편입하였다.[4]

- 1917년 10월 1일: 군내면을 양덕면으로 개칭하였다.[5]

- 1929년 4월 1일 양덕면을 동양면으로 개칭하고, 구룡면·낙천면이 양덕면으로, 하룡면·상룡면 창리, 중리, 용봉리가 쌍룡면으로 각각 합면하고, 상룡면 용흥리는 화촌면에 편입하였다.[6][7]

| 도고시 제20호 |               |
| 구 행정구역   | 신 행정구역   |
| 상룡면 창리   | 쌍룡면 북창리 |
| 하룡면 창리   | 쌍룡면 평창리 |

- 1941년 10월 1일 양덕면이 양덕읍으로 승격하였다.[8]

## 행정 구역
양덕군은 1읍(양덕읍(陽德邑))과 18리(태흥리(太興里),수덕리(樹德里),운창리(雲倉里),봉계리(鳳溪里),온정리(溫井里),일암리(日巖里),은하리(隱下里),거상리(巨上里),상신리(上信里),룡암리(龍巖里),삼계리(三溪里),상성리(上城里),동양리(東陽里),룡평리(龍坪里),사기리(士基里),구룡리(九龍里),통동리(通洞里),추마리(楸馬里))로 구성되어 있다.

## 양덕 온천 문화 휴양지
양덕 온천 문화 휴양지는 북한이 양덕군에서 개발한 리조트 시설이다. 온천 시설 · 숙박 시설 외에 스키장, 승마장도 설치되어 있다. 김정은을 맞이하여 2019년 12월 7일에 준공식이 열렸다. 자세한 것은 양덕온천문화휴양지 문서 참고